# 川鄂橐吾
川鄂橐吾（学名：Ligularia wilsoniana）为菊科橐吾属的植物，为中国的特有植物。分布在中国大陆的湖南、云南、湖北等地，生长于海拔1,600米至2,050米的地区，一般生长在草坡以及林下，目前尚未由人工引种栽培。